# Fortaleza dos Nogueiras
Fortaleza dos Nogueiras est une municipalité brésilienne située dans l'État du Maranhão.